# 克林特·班伯里
克林特·班伯里（英語：Clint Banbury，1949年10月31日—），加拿大男子马术运动员。他曾代表加拿大参加1971年泛美运动会马术比赛，获得一枚金牌和一枚银牌。他也曾参加1972年夏季奥运会。